# Palau Sacosta (Gerona)
Palau Sacosta fue un municipio español del municipio de Gerona, perteneciente a la provincia de Gerona, en la comunidad autónoma de Cataluña.

## Historia
Hacia mediados del siglo XIX, el lugar, por entonces con ayuntamiento propio, tenía contabilizada una población de 216 habitantes. Aparece descrito en el séptimo volumen del Diccionario geográfico, estadístico, histórico, biográfico, postal, municipal, marítimo y eclesiástico de España y sus posesiones de ultramar de Pablo Riera y Sans con las siguientes palabras:

PALAU-SACOSTA. —L. con ayunt. Cuenta con 216 hab. y 40 edif., de los que 7 están inhabitados. -Org. civ. Corresponde á la prov. de Gerona, y al dist. de la cap. para las elecciones de diputados provinciales y las de Córtes. Org. mil. C. G. de Cataluña y G. M. de Gerona. - Org. ecle. Pertenece á la dióc. de Gerona, al arciprestazgo Mayor y tiene una iglesia parroquial, cuyo curato es de la categoría de ingreso. -Org. Jud. Se halla adscrito al part. jud. y aud. de lo criminal de Gerona y a la territ. de Barcelona. -Org. econ. Para el pago de sus impuestos depende de la Admon. de Hacienda de su prov. —S. púb. Recibe y expide la corr. por la admon. prl. y pt. de Gerona. -Ob. púb. y med. de com. Cuenta con diferentes caminos ya carreteros ya de herradura, que se encuentran regularmente conservados, y por medio de los que verifica sus transportes y sostiene sus relaciones con las pob. limitrofes. —Ins. púb. Costeada con fondos del municipio hay una escuela para los dos sexos, perfectamente atendida y á la que asiste un número de.alumnos en relacion con el de hab. -Art., of. ind. La ind. dominante en esta localidad es la agrícola, ejerciéndose por algunos de sus moradores todas aquellas profesiones y of. mecánicos de mayor necesidad. —Pob. Ninguna importancia ofrecen las 40 casas que la forman, incluyendo en este número la iglesia parroquial y casa en que el ayunt. celebra sus reuniones, puesto que tanto unas como otras, aun cuando son de buena construccion, no hacen más que responder a las necesidades de sus destinos respectivos. El vecindario, merced a los manantiales que tanto dentro como fuera de la pob. brotan, está perfectamente abastecido de aguas para el consumo doméstico y celebra la fiesta principal el día de su santo Patrono. Sit. geog. y top. En terreno desigual, disfrutando de buena ventilacion y clima sano, encuéntrase situado este l., cuyo tér. municipal confina por los cuatro puntos cardinales con, los de Vilablareis, Fornells de la Selva, Quart y Perelló, de la prov. de Tarragona este último, comprendiendo en el espacio que éstos abrazan alguna parte de monte en regular estado. El terreno es de mediana calidad y consisten las prod. en cereales, legumbres, hortalizas, frutas y pastos; se mantiene ganado de varias clases y hay caza de pelo y pluma.
(Riera y Sans, 1885, p. 1037)

El municipio de Palau Sacosta desapareció de cara al censo de España de 1970, al incorporarse al de Gerona el 22 de diciembre de 1962.

## Demografía
| Gráfica de evolución demográfica de Palau Sacosta entre 1842 y 1960 |
| |
| Población de derecho según los censos de población del INE Población de hecho según los censos de población del INEEntre el censo de 1970 y el anterior, este municipio desaparece porque se integra en el municipio Gerona |